# Ⱓ
Cette page contient des caractères spéciaux ou non latins. S’ils s’affichent mal (▯, ?, etc.), consultez la page d’aide Unicode.
Iou (Ю en cyrillique ; capitale Ⱓ, minuscule ⱓ) est la 33e lettre de l'alphabet glagolitique.

## Linguistique
La lettre sert à noter le phonème /ju/.

## Historique
L'origine de la lettre n'est pas connue.

## Représentation informatique
- Unicode :
  - Capitale Ⱓ : U+2C23
  - Minuscule ⱓ : U+2C53